# Людников, Иван Ильич
Ива́н Ильи́ч Лю́дников (26 сентября [9 октября] 1902, Седово, область Войска Донского — 22 апреля 1976, Москва) — советский военачальник, Герой Советского Союза (16.10.1943), гвардии генерал-полковник (05.05.1945).

## Биография
Родился в семье рабочего в посёлке Кривая Коса Таганрогского округа Области Войска Донского (ныне пгт Седово Новоазовского района Донецкой области). С 1913 года работал вместе с отцом на шахте № 2 Щегловского каменноугольного рудника в Юзовке выборщиком породы, с 1914 — камеронщиком на насосах, с 1915 — учеником токаря в мастерских шахты, с 1916 — токарем в мастерских шахты.

## Гражданская война

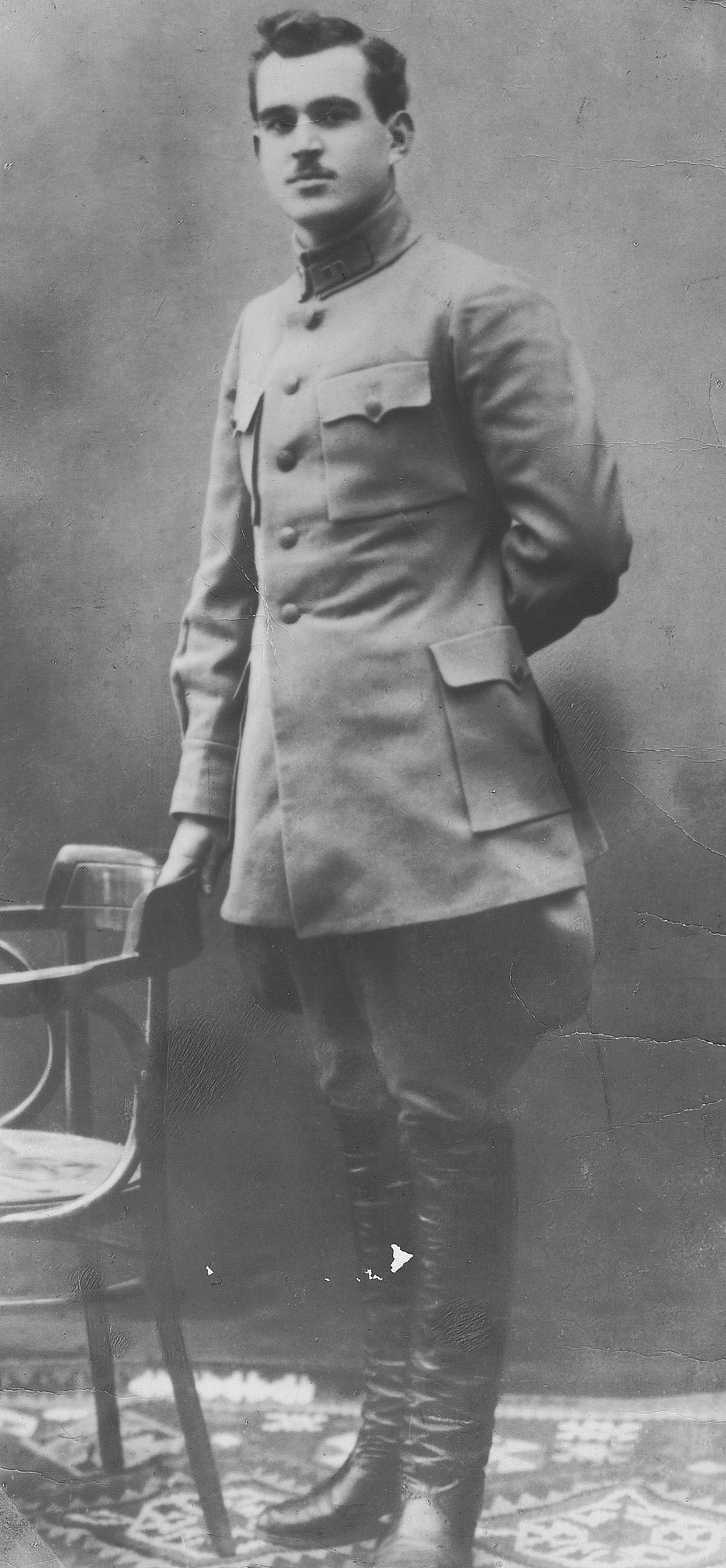
Иван Ильич Людников в 1926 году

С 25 октября 1917 года — доброволец-красногвардеец Юзовского отряда Красной Гвардии. В Гражданской войне участвовал с самых первых её боёв, против донских казачьих войск генерала А. М. Каледина в декабре 1917 — январе 1918 года. В апреле 1918 года был пулемётчиком особой пулемётной команды красного партизанского отряда Абросимова. С мая 1918 года служил в Красной Армии красноармейцем и старшим пулемётного отряда С. А. Бондаренко, который вёл боевые действия против австро-германских оккупантов в Донбассе, а после создания Южного фронта в сентябре 1918 года вошёл в его состав. В декабре 1919 года отряд был разбит войсками генерала А. И. Деникина у села Мангуш, Людников попал в плен, но через несколько дней освобождён красными частями. С декабря 1919 года — красноармеец 1-го кавалерийского полка 42-й стрелковой дивизии, воевавшей в составе 14-й армии Юго-Западного фронта. В этом полку вступил в комсомол.
В марте 1920 года зачислен краснофлотцем Мариупольского морского экипажа Мариупольской военно-морской базы Азовской военной флотилии. Плавал на Азовском море на канонерской лодке «Знамя социализма» в дивизионе канонерских лодок флотилии под командованием Сергея Колбасьева. Участвовал в боевых действиях против войск П. Н. Врангеля, в ликвидации Улагаевского десанта и в борьбе против бандитизма на Кубани в 1921 году.

## Межвоенный период
В ноябре 1921 года был уволен с флота «как малолетний».
Однако уже в августе 1922 года добровольцем добился зачисления в Красную Армию и был направлен на учёбу на 94-е Одесские пехотные командные курсы Украинского военного округа. В январе 1923 году курсы были расформированы, а он переведён курсантом в Одесскую пехотную школу. Окончил её в 1925 году, в августе этого года был направлен для прохождения службы в 37-й стрелковый полк 13-й Дагестанской дивизии Северо-Кавказского военного округа (СКВО). Там служил командиром стрелкового взвода, командиром пулемётного взвода, временно командовал пулемётной ротой. С 26 декабря 1926 года служил курсовым командиром 17-й Владикавказской пехотной школы СКВО. В составе сводного отряда курсантов в декабре 1929 года участвовал в операции по разоружению незаконных вооружённых формирований в Чечне, за отличие в которой получил свою первую награду, именное оружие пистолет «Браунинг».
В марте 1930 года окончил пулемётные курсы при Стрелково-тактических курсах усовершенствования комсостава РККА имени III Коминтерна «Выстрел». После их окончания вернулся для прохождения службы во  Владикавказскую пехотную школу (с 1930 года — 7-я Владикавказская Краснознамённая пехотная школа СКВО, с января 1932 — Орджоникидзевская Краснознамённая пехотная школа СКВО), командовал в ней пулемётной ротой, 4 марта 1933 года стал начальником штаба батальона. С 9 августа 1934 по апрель 1935 года — руководитель тактики Татаро-Башкирской объединённой военной школы имени ЦИК Татарской АССР.
8 сентября 1938 года окончил Военную академию РККА имени М. В. Фрунзе. Согласно приказу наркома обороны СССР № 00128 от 29 августа 1938 года назначается офицером по особым поручениям 1-го отдела Генерального штаба Красной Армии, в апреле 1939 года переведён начальником второго отделения 13-го отдела Генерального штаба. Главной его задачей была подготовка оперативных работников штабов дивизий, армий, корпусов. С 29 ноября 1939 года — начальник Житомирского пехотного училища. С 4 марта 1941 года полковник И. И. Людников командовал 200-й стрелковой дивизией, которая входила в состав 31-го стрелкового корпуса Киевского особого военного округа и дислоцировалась южнее города Сарны.

## Великая Отечественная война
Великую Отечественную войну встретил на Юго-Западном фронте, затем воевал на Южном, Северо-Кавказском, Сталинградском, Донском, Центральном, 1-м Украинском, 3-м Белорусском, Забайкальском фронтах.

### Начальный период войны

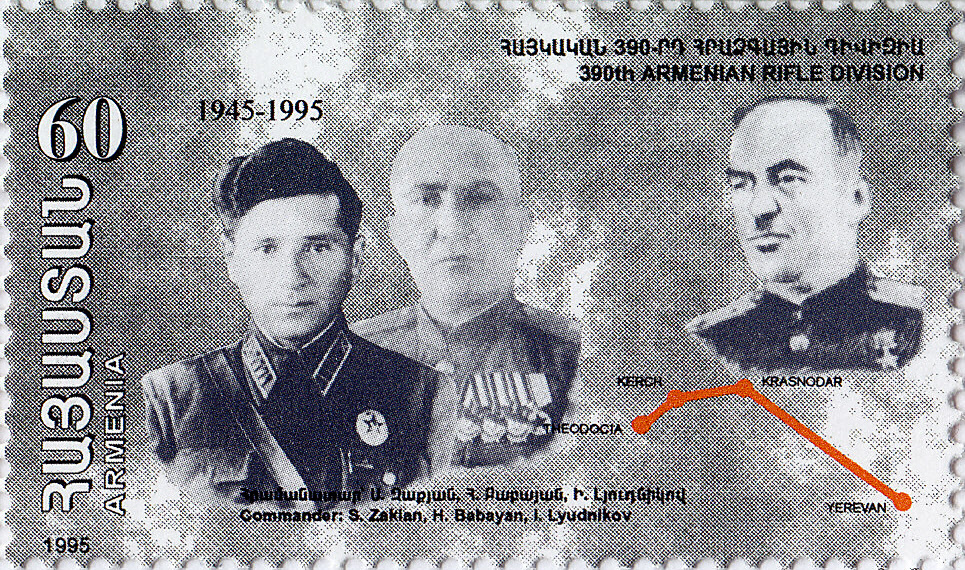
Командиры 390-й стрелковой дивизии И. И. Людников, С. Г. Закиян и А. Г. Бабаян. Юбилейная марка Республики Армения.

Сразу после начала войны 200-я стрелковая дивизия вместе с 31-м стрелковым корпусом была придана 5-й армии Юго-Западного фронта и участвовала в Киевской оборонительной операции. После форсированного марша навстречу противнику дивизия приняла первый бой 28 июня 1941 года. Затем, занимая Коростеньский укрепрайон, совместно с другими частями неоднократно на протяжении июля-августа 1941 года наносила фланговые контрудары по рвавшейся к Киеву немецкой 6-й армии. После отвода за Днепр 20 августа 200-я стрелковая дивизия участвует в оборонительных боях за Чернигов. 12 сентября 200-я сд и её штаб были подвергнуты очередному удару с воздуха у города Нежин, в результате которого Иван Ильич получил тяжёлое ранение в голову и сломал ногу, был контужен и потерял сознание. Лечение проходило в Харьковском госпитале, а затем в Казанском военном госпитале № 361.
В ноябре 1941 года после окончания лечения И. И. Людникову была предложена должность начальника оперативного отдела штаба 7-й армии, но он отказывается, мотивируя это тем, что, имея боевой опыт, больше пользы может принести на командной должности. Он получает в своё распоряжение 16-ю отдельную курсантскую стрелковую бригаду, сформированную на базе Грозненского и других военных училищ Северо-Кавказского военного округа. Бригада была зачислена в состав 56-й армии СКВО. В конце ноября бригада участвует в освобождении Ростова-на-Дону в ходе Ростовской наступательной операции. С начала марта 1942 года — командир формирующейся 215-й стрелковой дивизии, но уже с 26 марта 1942 года Иван Ильич находится в распоряжении Военного Совета Южного фронта.

### Керченская оборонительная операция
С конца марта по 17 апреля 1942 года временно исполнял должность командира 390-й Армянской стрелковой дивизии 51-й армии Крымского фронта, после прибытия нового командира дивизии  А. Г. Бабаяна находился в распоряжении Военного совета Крымского фронта. 11 мая 1942 года в условиях начавшейся немецкой операции «Охота на дроф» по уничтожению советских войск Крымского фронта за отход без приказа был арестован командир 63-й горнострелковой дивизии 44-й армии полковник М. В. Виноградов, и Людникову было приказано приступить к исполнению обязанностей командира дивизии. Несколько дней дивизия с тяжелейшими потерями оборонялась в районе Керчи. После завершения разгрома советских войск на Керченском полуострове Людникову удалось 18 мая эвакуироваться на Таманский полуостров со ста сорока бойцами дивизии, после чего дивизия была расформирована.

### Сталинградская битва

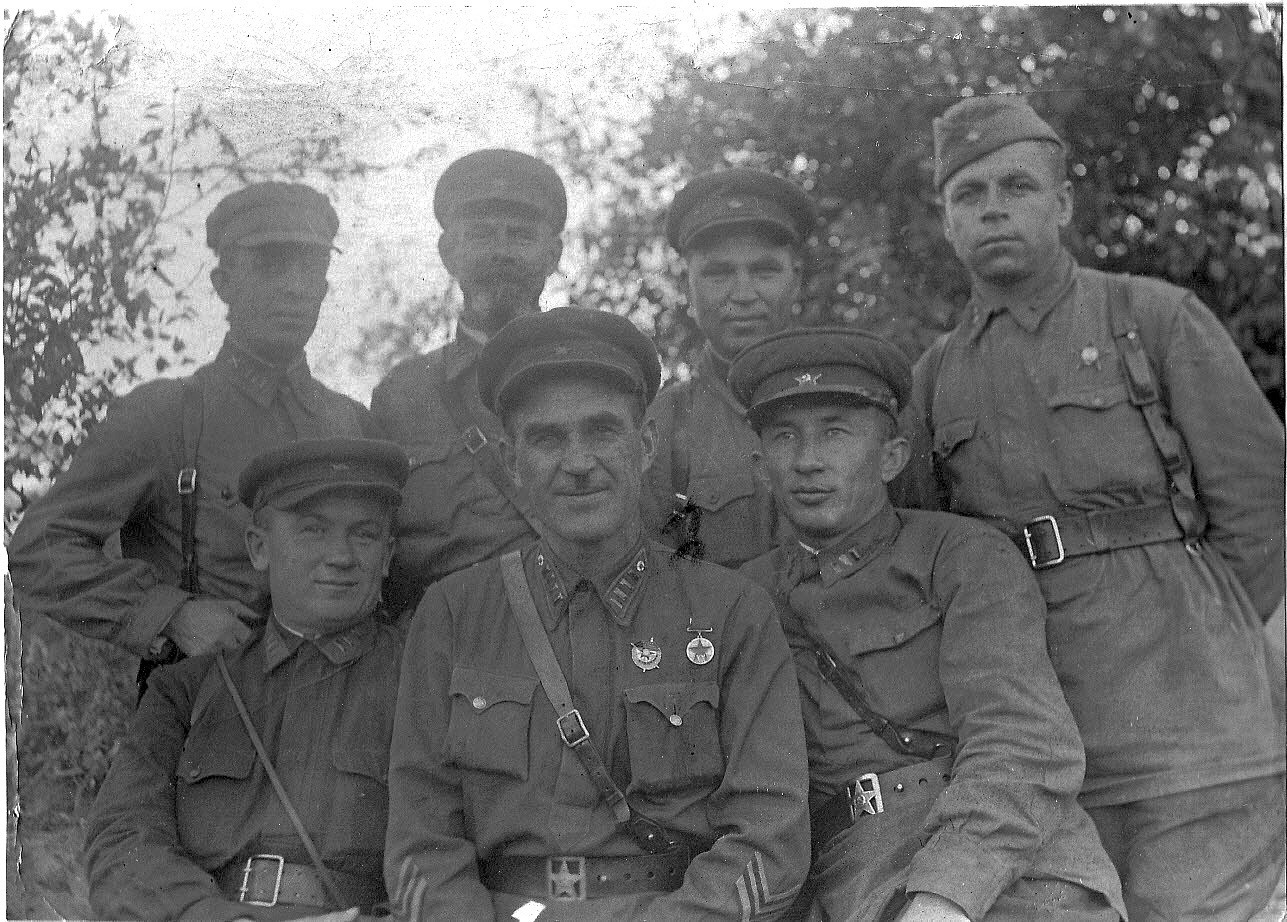
Командный состав 138-й СД (лето 1942 года). Нижний ряд (слева направо) - начальник штаба 138-й сд подполковник Шуба Василий Иванович, командир 138-й сд полковник Людников Иван Ильич, комиссар 138-й сд старший батальонный комиссар Титов
Николай Иванович. Верхний ряд начальник артиллерии 138-й СД подполковник Тычинский Сергей Яковлевич (крайний слева)

29 мая 1942 года он стал командиром 138-й стрелковой дивизии Северо-Кавказского фронта. В составе 51-й армии с середины июня дивизия вела оборонительные действия на Дону в районе Верхне-Курмоярской. Свыше полугода дивизия И. И. Людникова находилась в пекле Сталинградской битвы. С 1 августа она вошла в состав Сталинградского фронта, была окружена под Подгоренской, к 4 августа пробила кольцо окружения и соединилась с частями оперативной группы войск генерала В. И. Чуйкова, затем всю вторую половину августа и сентябрь в составе 64-й армии держала оборону южнее Сталинграда. 1 октября сильно поредевшая дивизия была выведена на пополнение в резерв. Но в связи с резким ухудшением обстановки в Сталинграде уже 15 октября дивизия вновь введена в сражение.
Под командованием И. И. Людникова 138-я стрелковая дивизия в составе 62-й армии в октябре 1942 — январе 1943 года героически сражалась со врагом в Сталинграде. Сто дней и ночей эта дивизия вела тяжёлые бои в районе заводов «Баррикады» и «Красный Октябрь» на территории Нижнего посёлка. Территория 700 м по фронту и 400 м в глубину (позже названная «Остров Людникова») была с трёх сторон окружена немецкими войсками, четвёртой была Волга. Она простреливалась прямой наводкой артиллерии, обстреливалась минами и снарядами. 25 января 1943 года части дивизии после долгой обороны сами атаковали в северном направлении и отличились при уничтожении северной группировки немецко-румынских войск из состава 6-й армии Паулюса в районах сталинградских заводов и заводских посёлков. За 40 дней сражения дивизией уничтожено до 7500 солдат и офицеров противника, подбито 22 танка и 3 бронемашины, уничтожено 16 артиллерийских орудий и 50 миномётов, много иного вооружения. К окончанию битвы за Сталинград в дивизии оставалось в строю не более 500 человек.
За мужество и героизм, проявленные личным составом 138-й стрелковой дивизии в боях за Сталинград, дивизии приказом народного комиссара обороны СССР от 6 февраля 1943 года было присвоено гвардейское звание и она получила наименование 70-я гвардейская стрелковая дивизия.

### Курская битва и битва за Днепр
1 июня 1943 года И. И. Людников приказом НКО СССР № 03376 назначается командиром 15-го стрелкового корпуса 13-й армии Центрального фронта. Во время Курской битвы корпус генерал-майора Людникова участвовал в оборонительном сражении на северном фасе Курской дуги, а затем перешёл в контрнаступление. Участвовал в Орловской наступательной операции.
Командир 15-го стрелкового корпуса 13-й армии Центрального фронта генерал-майор И. И. Людников проявил выдающееся мастерство военачальника и личную отвагу в ходе битвы за Днепр. В ходе её составной части — Черниговско-Припятской фронтовой операции — 22 сентября 1943 года передовые части корпуса вышли к Днепру в районе севернее города Чернобыль и с ходу начали форсирование. Овладев плацдармом на правом берегу, отразили контратаки и завязали бой по расширению плацдарма. В этом сражении корпус не только удержал плацдарм, но и 27 сентября сам внезапным ударом опрокинул немецкие войска, продвинулся вперёд, 29 сентября форсировал реку Припять и захватил новый плацдарм на её западном берегу в районе сёл Беневка — Лелёв.
«За успешное форсирование реки Днепр севернее Киева, прочное закрепление плацдарма на западном берегу р. Днепр и проявленные при этом отвагу и геройство» Указом Президиума Верховного Совета СССР от 16 октября 1943 года генерал-лейтенанту Ивану Ильичу Людникову присвоено звание Героя Советского Союза со вручением ордена Ленина и медали «Золотая Звезда» (№ 1892).
Затем во главе корпуса генерал Людников участвовал в Житомирско-Бердичевской (декабрь 1943 — январь 1944) и Проскуровско-Черновицкой (март-апрель 1944) наступательных операциях.
27 мая 1944 года был назначен командующим 39-й армией 3-го Белорусского фронта.

### Операция «Багратион»
Летом 1944 года во главе армии успешно действовал в ходе Белорусской стратегической наступательной операции. В ходе Витебско-Оршанской фронтовой операции его армия прорвала в первый день мощную оборону противника, ударом с юга глубоко обошла Витебск с его несколькими полосами круговых укреплений, и встретилась с наступавшей с севера 43-й армией генерала Белобородова А. П. 1-го Прибалтийского фронта. В Витебском котле оказались окружены свыше 20 000 немецких солдат и офицеров. В результате этой операции за 4 дня боёв от немецких захватчиков было освобождено 447 населённых пунктов, в том числе Витебск и Орша.
На втором этапе Белорусской стратегической операции 39-я армия была по решению Ставки Верховного Главнокомандования временно передана в состав 1-го Прибалтийского фронта, где в июле участвовала в Шяуляйской фронтовой операции. Затем, перед началом Каунасской фронтовой операции, перед ней была поставлена задача: овладеть рубежом Даугавпилс — Подбродзье и в дальнейшем развивать наступление на Каунас и Шяуляй. Перейдя в наступление 28 июля, войска армии во взаимодействии с 5-й гвардейской танковой армией развивали наступление севернее Ковно (Каунас) и к концу операции вышли на рубеж восточнее Расейняй — Раудоняны, где на позициях севернее Немана, у границ Восточной Пруссии, заняла оборону.

### Прибалтийская операция
На втором этапе Прибалтийской стратегической операции армия генерала И. И. Людникова приняла участие в Мемельской фронтовой операции. Тогда перед ней была поставлена задача овладеть хорошо укреплённым городом Таураге, захват которого позволял перерезать основную коммуникацию немцев из Тильзита через Неман. Перейдя в наступление 6 октября, войска армии за 4 суток прошли с боями до 60 километров, прорвали главный и оборонительный рубежи вражеской обороны, 9 октября 1944 года перешли границу Германского рейха, войдя в Аугстогаллен (деревню в сельской общине Шмаленингкен) на территории Восточной Пруссии, и 10 октября овладели Таураге. По всему фронту армии противник был отброшен за реку Неман.

### Гумбиннен-Гольдапская операция
Ещё не завершилась Мемельская операция, когда Ставка ВГК поставила 3-му Белорусскому фронту генерала армии И. Д. Черняховского задачу на проведение новой операции, получившей известность как Гумбиннен-Гольдапская операция. 11 октября 1944 года командующий фронтом (к тому времени армию опять передали на этот фронт) поставил 39-й армии задачу: из второго эшелона фронта её введут в бой на второй день наступления с направлением атаки на Кудиркос-Науместис, Пилькаллен, Хенскишкен. Излишняя поспешность и, как следствие, неподготовленность новой операции, сыграли свою негативную роль: 17 октября 1944 года 39-я армия вступила в сражение, встретив упорное сопротивление. За неделю удалось пройти всего 21 км. В ноябре и декабре 1944 года 39-я армия вела тяжёлые бои без продвижения вперёд.

### Восточно-Прусская операция
В последний год войны армия участвовала в длительной (январь-апрель 1945) и очень трудной Восточно-Прусской операции. 13 января 1945 года, в день атаки, когда была назначена артиллерийская подготовка, был сильный туман, который сделал невозможным наблюдение за огнём. Таким образом, атака первого дня полностью не удалась. И в последующие дни 39-я армия не достигла намеченных результатов. Наступление стало затухать. И. И. Людников принял решение перебросить все танки и самоходные орудия южнее Пилькаллена, на направление, ранее считавшееся второстепенным. Танкам поставлена задача: не дожидаясь пехоты, прорваться на тактическую глубину противника и развивать успех. Пехота должна приложить все усилия, чтобы не отрываться от танков. Если прорыв удастся, то развить наступление на северо-запад к Тильзиту, и тогда над всей инстербургской группировкой немцев нависнет угроза полного окружения. Командующий фронтом поддержал инициативу Ивана Ильича. Погода (встречный мокрый снег) мешала начать атаку с утра и только к 16 часам снег прекратился. Танки вырвались вперёд и к 22 часам продвинулись в глубину на 12-16 км. Образовался прорыв, в который можно было вводить резерв.
17 января 1945 года 5-й гвардейский и 94-й стрелковый корпуса сильным ударом прорвали гумбиненский оборонительный рубеж и вошли в города Хенскишкен и Пилькаллен. Развивая успех, войска армии 19 января 1945 года овладели городом Тильзит. Далее 39-я армия дошла до реки Дейма и потребовалось несколько дней для того, чтобы первые дивизии смогли переправиться на западный берег. 25 января 1945 года, переправившись, войска армии продвинулись вперёд на 18 км. И. И. Людников получил задачу: создать ударную группу, обойти Кёнигсберг с севера, затем с запада и частью сил выйти к Балтийскому морю, отрезав от него немецкие силы. На Земландском полуострове войска армии овладели ж\д станцией Метгетен и перерезали коммуникацию из Кёнигсберга в Пиллау. С 6 по 9 апреля армия участвовала в штурме Кёнигсберга. В ходе последующей Земландской наступательной операции 16 апреля 1945 года войска армии овладели городом Фишхаузен и на этом закончили бои в Восточной Пруссии. 5 мая 1945 года Ивану Ильичу Людникову было присвоено звание генерал-полковник.

### Советско-японская война
С 12 мая 1945 года началась переброска войск 39-й армии на границу с оккупированной Японией Маньчжурией. Армия прибыла в полном составе в Монголию и 20 июня была включена в состав Забайкальского фронта. В его составе она участвовала в Советско-японской войне в августе 1945 года. В ходе Хингано-Мукденской фронтовой операции — составной части Маньчжурской стратегической операции — армия прорвала оборонительный рубеж и ряд оборонительных районов на границе Монголии с Маньчжурией, прошла по степям свыше 400 километров и форсировала горный хребет Большой Хинган, выйдя в центральную Маньчжурию. За эту операцию И. И. Людников был награждён орденом Суворова 1-й степени и медалью «За победу над Японией».

## После войны
После победы над Японией продолжал командовать на Дальнем Востоке 39-й армией, одновременно был военным комендантом Порт-Артура и командующим Группировкой советских войск на Ляодунском полуострове (Квантун). С 29.11.1947 по март 1948 года — командующий 10-й гвардейской армией Ленинградского военного округа. С 20.04.1948 по 3.12.1949 — командующий 13-й армией в Прикарпатском военном округе. С 3.12.1949 по 17.11.1951 года служил заместителем Главнокомандующего Группой советских оккупационных войск в Германии, затем его направили на учёбу.
1.11.1952 года окончил Высшие академические курсы при Высшей военной академии имени К. Е. Ворошилова. С 28.11.1952 по 6.09.1954 — заместитель командующего войсками Одесского военного округа. С 6.09.1954 по 10.07.1956 — командующий войсками Таврического военного округа, проводил его расформирование и передачу войск Одесскому округу. С 10.07.1956 по 26.03.1959 — представитель Главного командования армий стран Варшавского договора при Министерстве народной обороны Болгарии и Главный военный советник Министра народной обороны Болгарии. С 26.03.1959 по 28.11.1963 года — начальник Высших стрелково-тактических курсов усовершенствования командного состава пехоты «Выстрел». С 28.11.1963 по 29.07.1968 года — начальник факультета Военной академии Генерального штаба Вооружённых Сил СССР.
С июля 1968 года в отставке.
Депутат Верховного Совета СССР 2-го и 3-го созывов (1946—1954).
Умер 22 апреля 1976 года в возрасте 73 лет в Москве. Тело было кремировано, а урна с прахом захоронена в колумбарии Новодевичьего кладбища.

## Воинские звания
- Полковник (до 1940 года)
- Генерал-майор (27.01.1943)
- Генерал-лейтенант (29.09.1943)
- Генерал-полковник (5.05.1945)

## Награды СССР
- Медаль «Золотая Звезда» Героя Советского Союза № 1892 (16.10.1943)[6] (16.10.1943)
- 3 Ордена Ленина (22.02.1943 (№ 12704), 16.10.1943 (№ 13633), 21.02.1945 (№ 25554))
- 5 Орденов Красного Знамени (27.03.1942 (№ 32454), 27.08.1943 (№ 595), 03.11.1944 (№ 155), 1949 (№ 595), 02.1968 (№ 354))
- 3 Ордена Суворова 1-й степени (04.7.1944 (№ 182), 19.04.1945 (№ 188), 08.09.1945 (№ 308))
- Орден Суворова 2-й степени (16.09.1943 (№ 280))
- Орден Богдана Хмельницкого 2-й степени (10.01.1944 (№ 47))

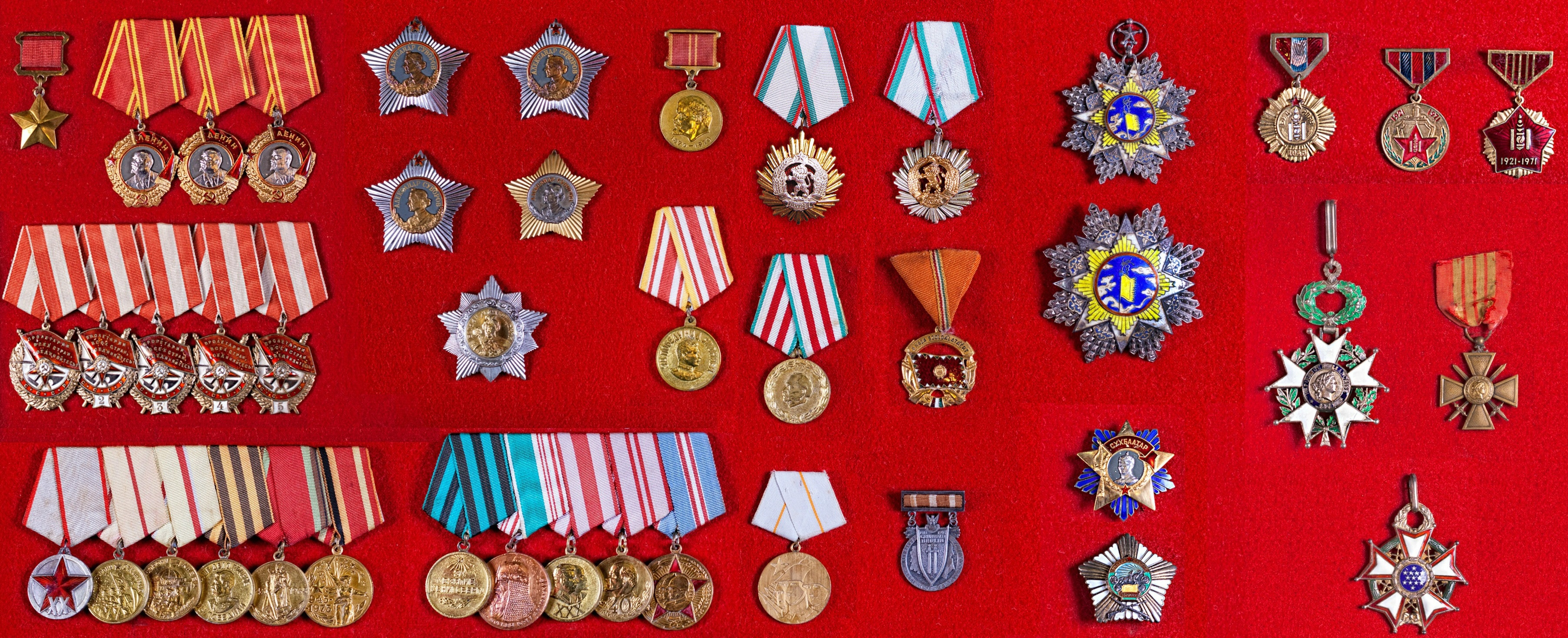
Ордена и медали Героя Советского Союза генерал-полковника И. И. Людникова, которые находятся в Историко-мемориальном музее-заповеднике «Сталинградская битва»

- Медаль «В ознаменование 100-летия со дня рождения Владимира Ильича Ленина»
- Медаль «За оборону Сталинграда» (01.05.1944)
- Медаль «За оборону Киева» (1961)
- Медаль «За взятие Кёнигсберга» (09.06.1945)
- Медаль «За Победу над Германией в Великой Отечественной войне 1941—1945 гг.» (09.06.1945)
- Юбилейная медаль «Двадцать лет Победы в Великой Отечественной войне 1941—1945 гг.»
- Юбилейная медаль «Тридцать лет Победы в Великой Отечественной войне 1941—1945 гг.»
- Медаль «За победу над Японией» (30.09.1945)
- Юбилейная медаль «XX лет Рабоче-Крестьянской Красной Армии» (22.02.1938)
- Юбилейная медаль «30 лет Советской Армии и Флота»
- Юбилейная медаль «40 лет Вооружённых Сил СССР»
- Юбилейная медаль «50 лет Вооружённых Сил СССР»
- Медаль «В память 800-летия Москвы»

Благодарности, объявленные в Приказах Верховного Главнокомандующего
- За победу под Сталинградом (02.02.1943)
- За разгром немцев под Курском (24.07.1943)
- За овладение Орлом (05.08.1943)
- За форсирование реки Десны южнее Новгород-Северского (16.09.1943)
- За освобождение Чернигова (21.09.1943)
- За освобождение Черняхова (30.12.1943)
- За освобождение Житомира (04.01.1944)
- За прорыв обороны и овладение опорным пунктом Шумск — Ямполь — Острополь (05.03.1944)
- За отражение атак немцев и прорыв обороны восточнее Тарнополя (24.03.1944)
- За овладение Тарнополем (15.04.1944)
- За прорыв обороны Витебского укреплённого района южнее Витебска (24.06.1944)
- За овладение Витебском (26.06.1944)
- За овладение Каунасом (01.08.1944)
- За прорыв обороны немцев южнее Шяуляя (08.10.1944)
- За прорыв долговременной обороны немцев и вторжение в пределы Восточной Пруссии (20.10.1944)
- За овладение городами Пилькаллен и Рагнит (19.01.1945)
- За овладение городами Тильзит и Гросс-Скайсгиррен (20.01.1945)
- За овладение г. Тапиау (26.01.1945)
- За овладение Кёнигсбергом (09.04.1945)
- За прорыв долговременной обороны японцев на границах Маньчжурии, форсирование горного хребта Большой Хинган и занятие всей Маньчжурии (23.08.1945)

### Иностранные награды
Ордена

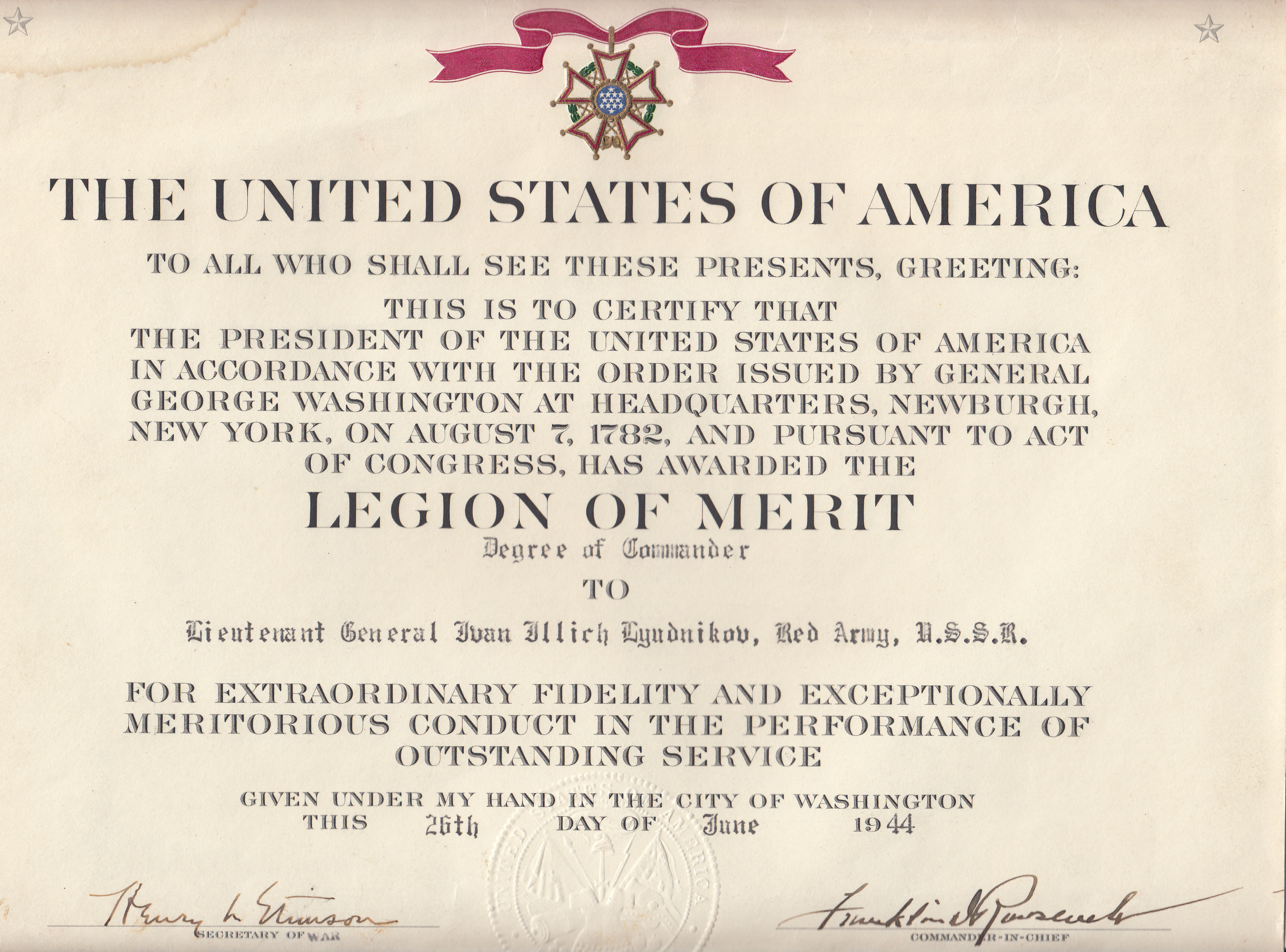
Грамота командора «Легиона почёта» генерал-полковника И. И. Людникова

- Орден Облака и Знамени II степени со звездой № 139, Китай (09.1945)
- Орден «Легион почёта» степени командора, США (26.06.1944)
- Командор ордена Почётного легиона, Франция (13.07.1945)
- Военный крест 1939—1945, Франция
- Орден Народной Республики Болгария 1-й степени
- Орден Народной Республики Болгария 2-й степени
- Орден Сухэ-Батора, Монгольская Народная Республика
- Орден «За боевые заслуги», Монгольская Народная Республика

Медали
- Военный крест (Франция) (13.07.1945)
- Медаль «За Победу над Японией» (МНР) № 49164
- Медаль «50 лет Монгольской Народной Революции»
- Медаль «50 лет Монгольской Народной Армии»
- Медаль «20 лет Болгарской Народной Армии»
- Медаль «Братство по оружию», Польская Народная Республика
- Медаль «Братство по оружию», Германская Демократическая Республика
- Медаль «За службу Родине», Венгерская Народная Республика

## Сочинения
- Под Витебском. — М.: Воениздат, 1962[7].
- [militera.lib.ru/memo/russian/lyudnikov_ii/index.html Дорога длиною в жизнь.] — М.: Воениздат, 1969.
- Через Большой Хинган. — М., 1967.
- Огненный остров. — Волгоград: Нижне-Волжское книжное издательство, 1971.
- Остров мужества // Битва за Сталинград.4-е издание — Волгоград: Нижне-Волжское книжное издательство, 1973.- С.150-157.
- Сквозь грозы. — 2-е изд. — Донецк: Донбасс, 1973.
- Через Десну, Днепр, Припять. // «Военно-исторический журнал». — 1963. — № 12. — С.45—47.
- Прорыв укреплённого фронта. // «Военно-исторический журнал». — 1965. — № 2. — С.58—66.
- 39-я армия в Хингано-Мукденской операции. // «Военно-исторический журнал». — 1965. — № 10. — С.69—74.
- Первые дни войны. // «Военно-исторический журнал». — 1966. — № 9. — С.66—71.

## Воспоминания современников
Один из героев Сталинградской битвы, генерал Людников пользовался в войсках репутацией грамотного и волевого военачальника, отлично знающего тактику, оперативное искусство, а также искусство использования в бою и операции соединений различных родов войск и их оружия. В отличие от некоторых командиров, вместе с которыми мне приходилось воевать, он не любил скоропалительных решений и любую задачу осмысливал глубоко и всесторонне, хорошо ориентируясь при этом в самой запутанной обстановке, настойчиво вырабатывая наиболее разумное решение.

Иван Ильич никогда не терял головы и в случае неудачного развития боя, оставаясь и в этот момент уравновешенным, подчёркнуто спокойным, отдавал распоряжения хладнокровно и вразумительно, не повышая голоса. Вместе с тем он, как никто, умел потребовать с подчинённых и помочь им. Чувствовалось, что горнило Сталинградской эпопеи, пламя Курской битвы и опыт многих других сражений, через которые он прошёл, накрепко закалил его командирский характер.— Герой Советского Союза генерал армии П. Н. Лащенко Из боя — в бой. — М.: Воениздат, 1972. — С. 198.

Ивана Ильича Людникова я знал с первых дней войны. Он в 1941 году командовал стрелковой дивизией на Юго-Западном фронте и уже тогда проявил поразительную смелость, прославился как блестящий тактик общевойскового боя. Тяжёлое ранение выбило Людникова, как говорится, из седла. С тех пор мы не виделись с ним. Я знал, что он отличился и под Сталинградом, был удостоен звания Героя Советского Союза. Блестяще действовала его армия в ходе окружения и быстрого разгрома витебской группировки, так что генерал Людников оказался на высоте и в должности командарма.— Герой Советского Союза Маршал Советского Союза Баграмян И. Х. Так шли мы к победе. — М: Воениздат, 1977. — С. 346.

## Память
.

Мемориальная доска Герою Советского Союза генерал-полковнику Ивану Ильичу Людникову на доме по адресу: Москва, Ленинский проспект, 61/1. Авторы: скульптор А. М. Плохоцкий; Арх С. Д. Безверхий

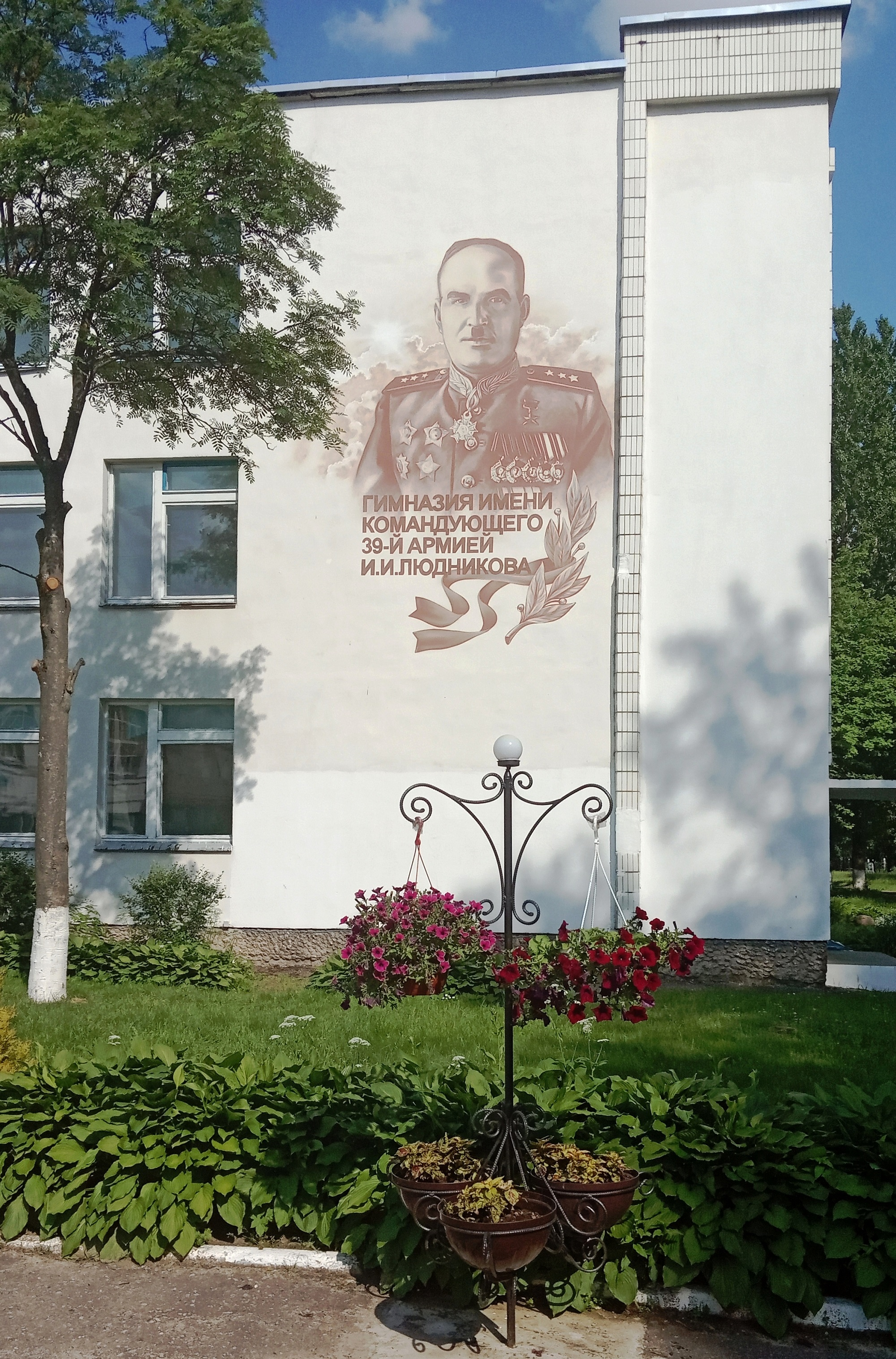
Витебск. Портрет И. И. Людникова на здании Гимназии № 5. Автор: Юрий Дубовский

- Почётный гражданин Тернополя (1969).
- Почётный гражданин Витебска (1974).
- В 1976 году в Витебске именем Людникова названа бывшая 1-я Садовая улица, которая теперь называется проспектом генерала Людникова. Проспект находится в одном из самых живописных районов города. На здании в начале проспекта установлена информационная мемориальная доска, а на здании в конце проспекта — мемориальная доска с барельефом Героя Советского Союза Ивана Ильича Людникова.

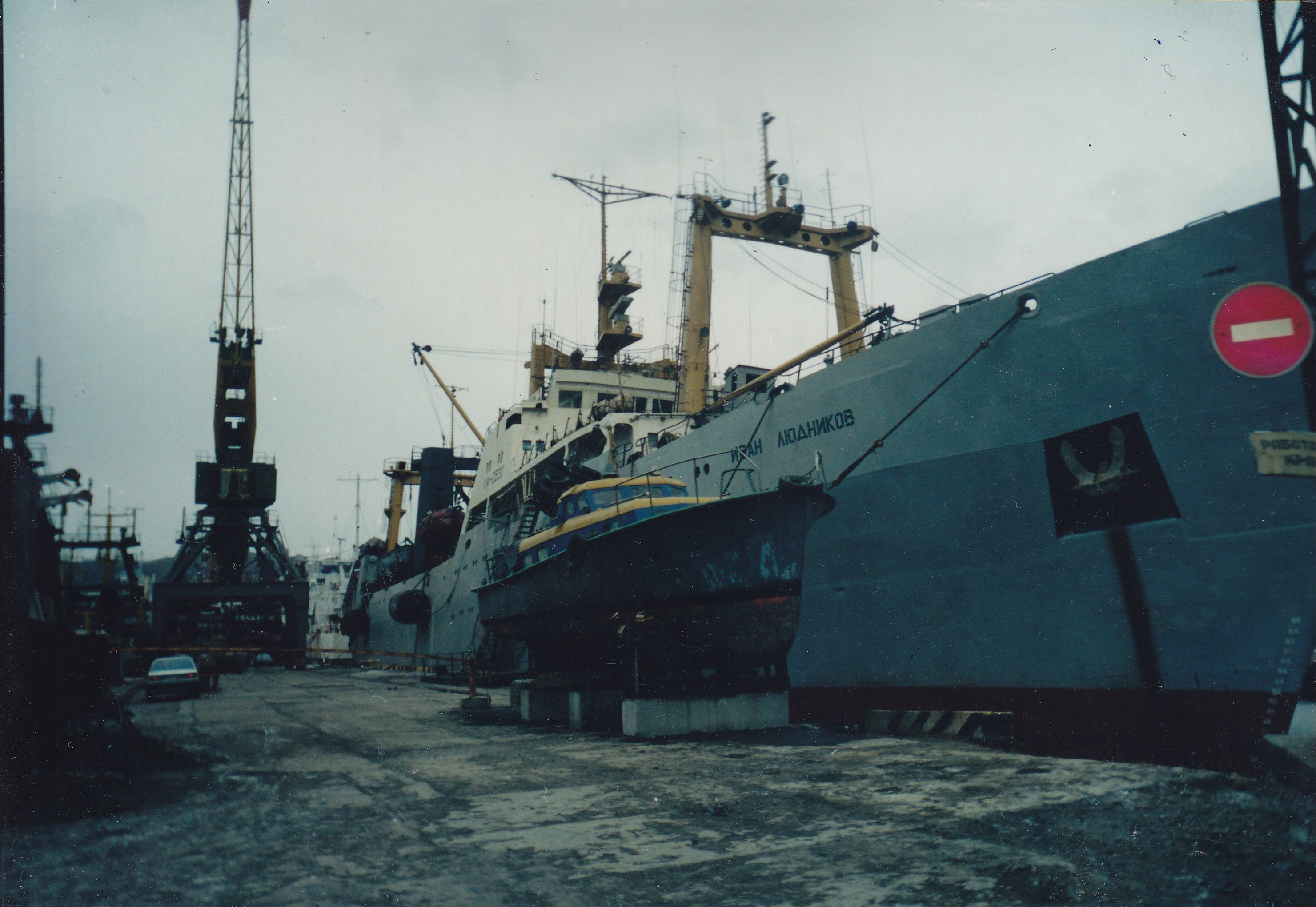
БАТМ «Иван Людников» в порту Советская Гавань. 1999 год

- В Краснооктябрьском районе Волгограда на территории посёлка Нижние Баррикады расположен мемориальный ансамбль «Остров Людникова».
- Имя Людникова было присвоено большому автономному траулеру-морозильщику, построенному 7 октября 1982 года и в 1983 году поступившему на базу океанического рыболовства в Советской Гавани. В 2008 году БАТМ «Иван Людников» переименован в «Pacific Lider»[8].
- В октябре 2015 года в Москве на доме на пересечении Ленинского проспекта с улицей Дмитрия Ульянова, в котором И. И. Людников жил с 1950 по 1976 гг., установлена мемориальная доска. Авторы доски: скульптор — член Московского союза художников, выпускник Академии живописи, ваяния и зодчества Антон Плохоцкий, архитектор — Сергей Безверхий.
- В 2020 году имя И. И. Людникова было присвоено Гимназии № 5 г. Витебска[9]. На здании гимназии размещён мурал, посвящённый И. И. Людникову.

В Гимназии № 5 имени И. И. Людникова находится Народный музей Боевой Славы 39-й Армии.
- В музее в Бешенковичах размещены скульптурные бюсты (автор А. Н. Торосян) генералов А. П. Белобородова, И. И. Людникова, И. М. Чистякова — командующих армиями, освобождавших Придвинье.

### Мероприятия, посвящённые 110-летию Ивана Ильича Людникова

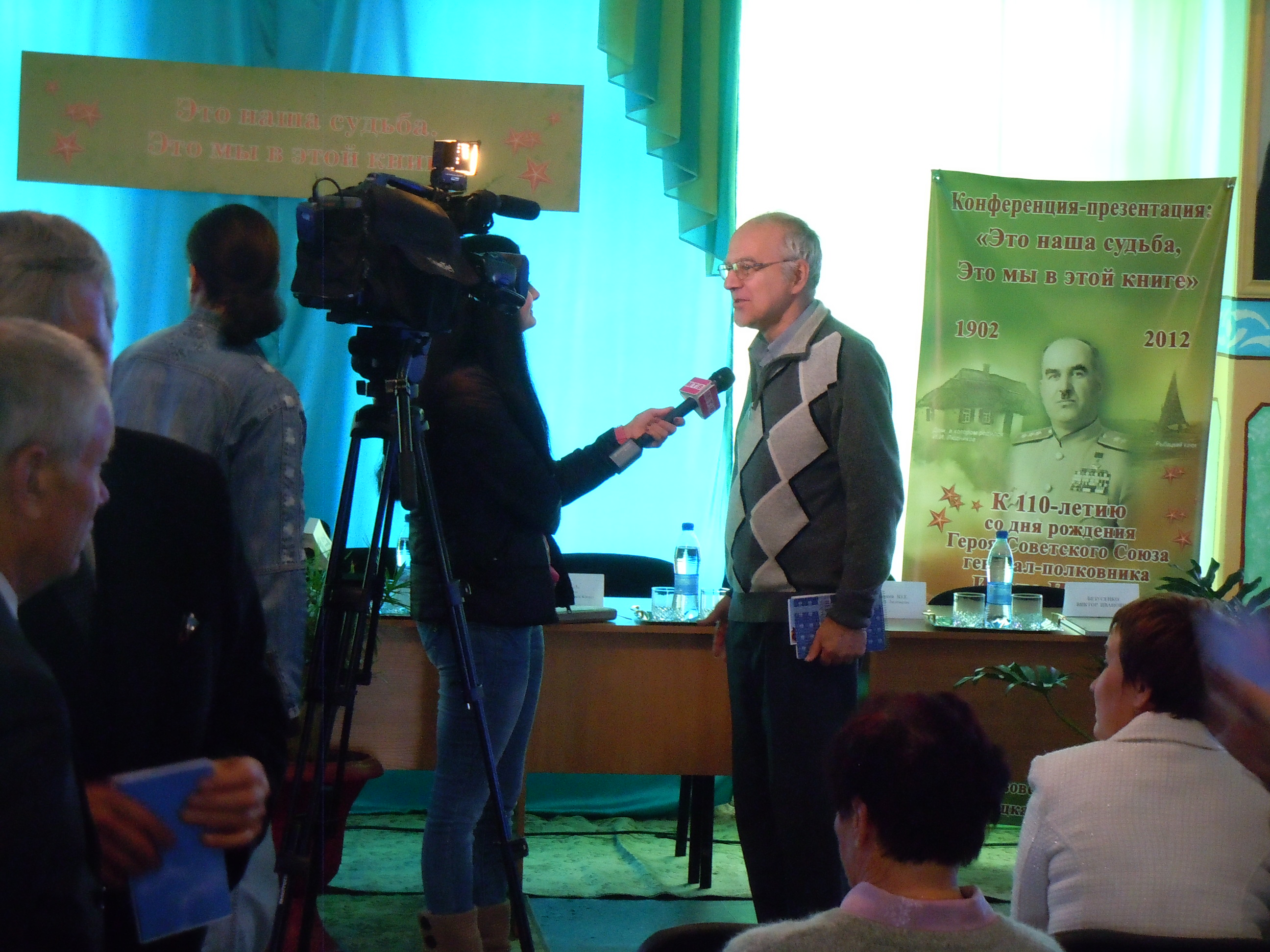
Сын И. И. Людникова Евгений Иванович рассказывает об отце

12 октября 2012 года в посёлке Седово состоялась конференция, посвящённая 110-летию со дня рождения Ивана Ильича Людникова. Главным событием конференции стала презентация книги, написанной и составленной двумя краеведами и историками Донецкого Приазовья Алексеем Андреевичем Поповым и Виктором Николаевичем Бесчастным — «Полководец с Кривой Косы». Это первая в истории биографическая книга об И. И. Людникове, который как и Г. Я. Седов является национальным героем посёлка Седово, поэтому юбилейные торжества стали важным событием в жизни посёлка.

На конференции выступили авторы книги, сын Ивана Ильича — Евгений Иванович, руководители администрации Новоазовского района, директор и учителя школы п. Седово, научные сотрудники музея Г. Я. Седова (в котором существует и экспозиция, посвящённая И. И. Людникову), представители Совета Ветеранов и другие участники конференции, сказавшие много добрых слов об Иване Ильиче. Конференция освещалась в СМИ — Новоазовской районной газете «Родное Приазовье» и телевидении Донецкой области. Кроме презентации книги в посёлке была проведена научно-практическая конференция и показ фильма об И. И. Людникове; состоялось возложение цветов к мемориальной доске, установленной на стене школы посёлка Седово в честь уроженцев Кривой Косы — Г. Я. Седова и И. И. Людникова. По итогам мероприятия было принято решение проводить ежегодно в день рождения И. И. Людникова научно-практическую конференцию, посвящённую великому полководцу.

## В кинематографе
- В фильме «Сталинградская битва» (1949) роль И. И. Людникова исполнил заслуженный артист РСФСР М. М. Названов.